# 羅伊斯-格賴茨的卡羅琳
羅伊斯-格賴茨的卡羅琳（德語：Caroline Reuß zu Greiz，1884年7月13日—1905年1月17日），薩克森-魏瑪-艾森納赫大公夫人，羅伊斯-格賴茨親王亨利二十二世的女兒。
1903年，卡羅琳與薩克森-魏瑪-艾森納赫大公威廉·恩斯特結婚。由於魏瑪宮廷極其嚴肅、死板的氛圍，卡羅琳的婚姻生活並不愉快。卡羅琳於1905年去世，死後葬在大公國王侯墓室。